# Bagno chimico

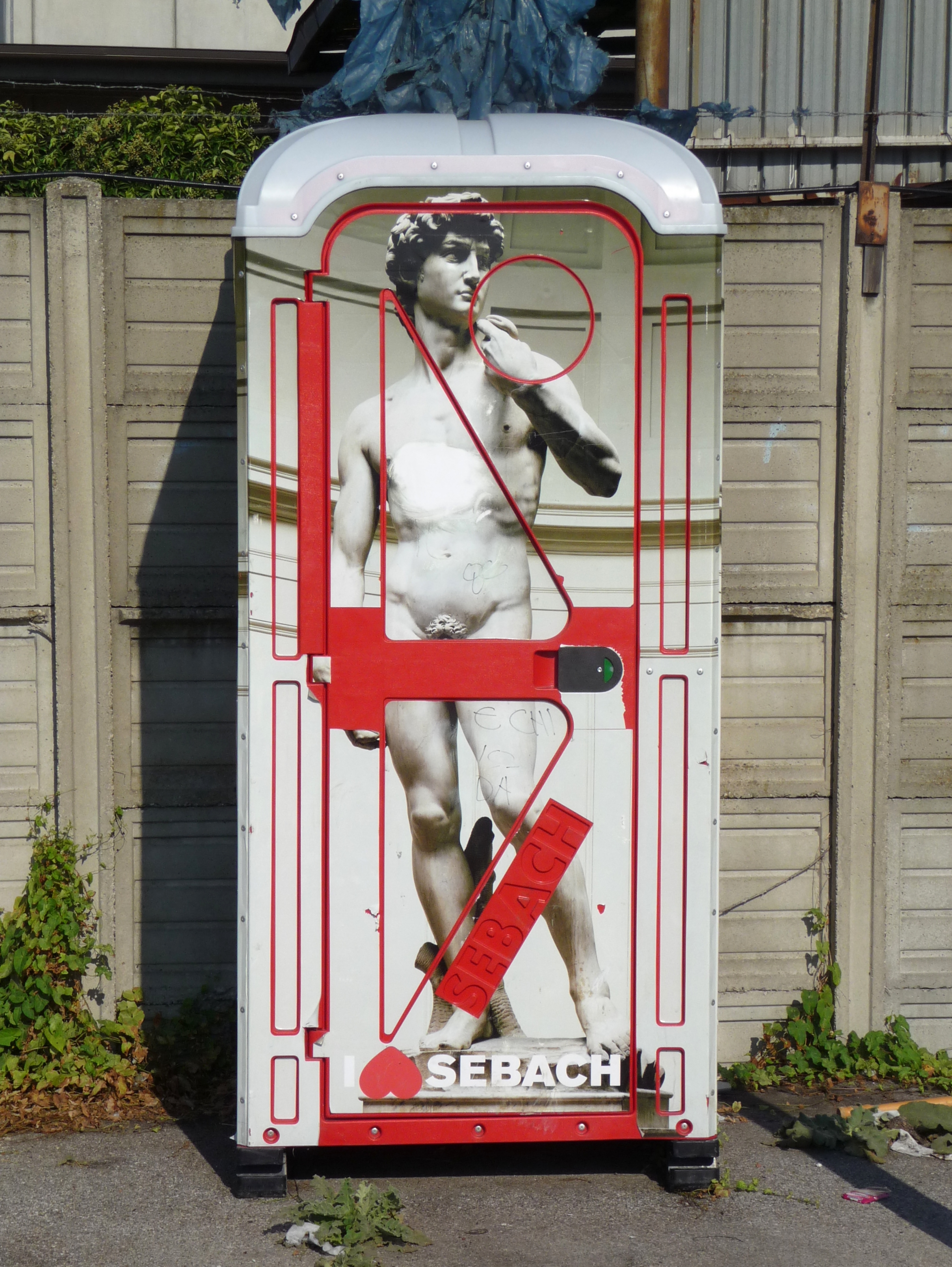
Un bagno chimico della Sebach a Livorno nel 2008.

Il bagno chimico è uno strumento sanitario che utilizza agenti chimici per disinfettare il vaso, in casi in cui non sia possibile farne defluire il contenuto verso il sistema fognario. Il loro utilizzo principale è all'interno di aerei, treni, camper, roulotte e campeggio, ma anche presso cantieri edili, festival musicali e abitazioni non collegate alla fognatura.
Gli agenti chimici utilizzati, oltre ai profumi, sono principalmente idrossido di sodio e formaldeide (metanale), rispettivamente con azione caustica e disinfettante. La formaldeide è talvolta sostituita con agenti meno irritanti per le vie aeree dell'apparato respiratorio.
Solitamente, le aziende produttrici si affidano, per la distribuzione, a dei concessionari che si preoccupano di seguire tutto il processo di messa a terra del bagno mobile: dal trasporto, alla manutenzione, alla pulizia fino al ritiro.
Oltre a concessionari affiliati a franchising, spesso sul mercato locale esistono anche medio-piccole aziende con bagni di proprietà.

## Bagni chimici da cantiere (detti anche bagni mobili)
Uno degli utilizzi più frequenti dei bagni chimici è nei cantieri edili: denominati correttamente bagni mobili, utilizzano il classico sistema con rullo d'acciaio che ruota dopo aver mosso la leva; in pratica i bisogni si poggiano sul rullo e al momento dello scarico, con la leva, la lamiera ruota per gettare i residui nella vasca di raccolta.
L'altro sistema è quello con scarico di acqua prelevata dalla vasca di raccolta, dopo essere stata trattata ovviamente con prodotti chimici (più simile allo scarico di casa). 
Ma il miglior sistema, da un punto di vista igienico, è il bagno con seduta all'inglese ed acqua pulita che si trova nella base del bagno mobile: questo bagno rende sicura la seduta avendo un vaso in materiale sanitario antigraffio, che impedisce eventuali contatti tra il liquido della vasca e la pelle. Inoltre in queste versioni il risciacquo si attiva con pompe meccaniche a pedale e dunque non si è obbligati a toccare nulla con le mani, senza dimenticare che in questa versione il bagno mobile non emana cattivi odori ed è molto apprezzato dagli appassionati del settore.
Alcuni bagni chimici hanno all'interno anche un comodo lavamani con cisterna separata ed altri accessori: orinatoio, dispenser e gel lavamani, carrelli per il trasporto ecc. ecc. Altri ancora sono componibili con una zona spogliatoio, una cabina doccia o un lavabo.
Esistono poi dei bagni mobili idraulici per scarico in fognatura o vasca chiusa o fossa settica, dotate di sciacquone e lavabo entrambi approvvigionati dall'acqua di rete o da serbatoio di stoccaggio.

## Bagni mobili per eventi
Oltre al classico bagno da cantiere, dove la cisterna è contenuta all'interno della cabina, esistono anche dei container attrezzati con apposite cisterne separate dalle stanze bagno. Ne esistono di vari modelli dotati anche di un'estetica più gradevole. È però possibile per gli eventi noleggiare dei veri e propri bagni di lusso prefabbricati con lo scarico idrico riducendo quindi inquinamento e dispendio di acqua. Esistono poi, da alcuni anni, bagni mobili che utilizzano led per l'illuminazione interna, alimentati da pannelli solari. Negli ultimi anni sono comparsi sul mercato prodotti più estetici, personalizzabili in molti colori, con adesivi e serigrafie particolari e a tema, che rendono il prodotto un vero e proprio elemento di arredo urbano.
Va infine ricordato che ad inizio 2012 è stata formalmente promulgata la Norma europea EN 16194 che normalizza i requisiti dei bagni mobili da utilizzare ma fissa anche i requisiti essenziali del servizio. Facendo riferimento alla suddetta norma Europa, alcune aziende utilizzano uno strumento chiamato "Calcolatore": direttamente dal sito internet, inserendo alcune informazioni come tipologia, durata e numero di utenti, è possibile calcolare il numero di bagni necessari in linea con la normativa vigente.